# Trí thông minh kỹ thuật số
Trí thông minh kỹ thuật số (tiếng Anh:  Digital Intelligence) là tổng hợp của các khả năng xã hội, cảm xúc và nhận thức, cho phép các cá nhân đối mặt với những thách thức và thích nghi với nhu cầu của cuộc sống trong thế giới kỹ thuật số. Đây là một loại hình trí thông minh mới được thúc đẩy bởi sự tương tác của con người với Công nghệ thông tin, người ta đã gợi ý rằng sự công nhận trí thông minh này sẽ mở rộng phạm vi dạy và học trong thế kỷ 21 và tất cả các khía cạnh của cuộc sống cá nhân và nghề nghiệp.
Thuật ngữ này cũng được sử dụng trong các doanh nghiệp để chỉ thông tin có được thông qua công nghệ và sử dụng chúng như một chiến lược tiếp thị trực tuyến và trí thông minh trong bối cảnh an ninh mạng như Ủy ban Quản trị Internet toàn cầu vạch ra.
Trí thông minh kỹ thuật số bắt đầu được hình thành từ định nghĩa về trí thông minh của Howard Gardner năm 1993 là khả năng giải quyết vấn đề hoặc các sản phẩm thời trang đó là kết quả trong một môi trường văn hóa cụ thể hoặc cộng đồng đặt ra các tiêu chí cho phép sự xuất hiện.

## Định nghĩa
Trí thông minh kỹ thuật số hoặc Chỉ số thông minh kỹ thuật số (DQ) được định nghĩa là một tập hợp toàn diện các năng lực kỹ thuật, nhận thức, siêu nhận thức và cảm xúc xã hội dựa trên các giá trị đạo đức phổ quát và cho phép các cá nhân đối mặt với các thách thức và khai thác các cơ hội của cuộc sống kỹ thuật số theo Viện DQ. DQ không chỉ đơn thuần đề cập đến các kỹ năng cần thiết để sử dụng công nghệ hiệu quả hơn hoặc nhận thức được những nguy cơ tiềm ẩn đối với trẻ em thường xuyên trực tuyến. Theo Viện DQ, DQ bao gồm trong đó tất cả các lĩnh vực của đời sống kỹ thuật số của cá nhân, từ nhận dạng cá nhân và đời sống xã hội của cá nhân đến việc sử dụng công nghệ, khả năng vận hành và kỹ thuật thực tế của họ rất quan trọng đối với cuộc sống kỹ thuật số hàng ngày, sự nghiệp và các vấn đề an toàn, an ninh tiềm ẩn trong thời đại kỹ thuật số này.
DQ rất quan trọng trong thế giới ngày nay vì mọi thứ đều được thúc đẩy bởi công nghệ; nếu chúng ta không phát triển trí thông minh kỹ thuật số đến một mức độ nhất định, chúng ta sẽ bị loại khỏi một thế giới mà kỹ thuật số ngày càng phát triển. Do đó, việc phát triển trí thông minh kỹ thuật số từ khi còn nhỏ được cho là rất cần thiết. DQ cũng được xem là có thể đo lường được và có khả năng học hỏi cao.
Trí thông minh kỹ thuật số còn có nhiều định nghĩa khác. Trí thông minh kỹ thuật số theo Sunil Mithas là khả năng hiểu và tận dụng sức mạnh của công nghệ thông tin vào lợi thế của chúng ta, đang trở thành một kỹ năng quan trọng cho tất cả các nhà quản lý trong nền kinh tế ngày nay.
Ngoài ra, trí thông minh kỹ thuật số liên quan đến việc hiểu khách hàng của bạn và cách họ sử dụng trang web, trang web di động hoặc ứng dụng di động của bạn (nhờ phân tích kỹ thuật số), sau đó sử dụng dữ liệu này để tối ưu hóa trải nghiệm của họ bất kể khi nào, ở đâu và cách họ tương tác với bạn. Trong ngày nay là thế giới của điện thoại di động, đa thiết bị và đa kênh, trí thông minh kỹ thuật số là khả năng biến đổi dữ liệu kỹ thuật số thành những Insight thời gian thực, có thể hành động, lấy khách hàng làm trung tâm.
Bên cạnh đó, công ty Forrester Research, trí thông minh kỹ thuật số được định nghĩa là việc nắm bắt, quản lý, phân tích dữ liệu khách hàng và những Insight để cung cấp cái nhìn toàn diện về tương tác kỹ thuật số của khách hàng nhằm mục đích liên tục tối ưu hóa quyết định kinh doanh và trải nghiệm khách hàng trong suốt vòng đời của khách hàng.

## Lịch sử
Digital Intelligence Quotient (DQ) lần đầu tiên được đặt ra và khung tiêu chuẩn của nó được tạo ra vào năm 2016  bởi Tiến sĩ Yuhyun Park. Nó được phát triển thông qua một quá trình nghiêm ngặt về mặt học thuật bởi nhóm nghiên cứu có trụ sở tại nhiều trường đại học khác nhau bao gồm Đại học Công nghệ Nanyang, Viện Giáo dục Quốc gia ở Singapore, Đại học Bang Iowa và nhiều trường khác. Khái niệm và cấu trúc này đã được Diễn đàn Kinh tế Thế giới công bố vào năm 2016 và kể từ đó, khung tiêu chuẩn của DQ đã được sử dụng rộng rãi bởi các tổ chức từ vô số ngành công nghiệp trong nước và quốc tế.

## Khung tiêu chuẩn đánh giá DQ
Thay vì được định nghĩa như là hình thức được chấp nhận phổ biến của trí thông minh, DQ có thể được hiểu nhiều hơn phù hợp với thuyết đa trí tuệ của Howard Gardner;  nó có thể giống với "trí thông minh siêu việt - một thứ bao gồm nhiều trí thông minh cấu thành".
Cũng giống như cách mà Chỉ số thông minh (IQ) và Trí tuệ xúc cảm (EQ) đo lường mức độ thông minh chung và cảm xúc, Chỉ số thông minh kỹ thuật số (DQ) có thể được giải mã thành tám lĩnh vực chính:
1. Nhận dạng kỹ thuật số (Digital Identity): Khả năng xây dựng danh tính trực tuyến và ngoại tuyến lành mạnh.
2. Quyền kỹ thuật số (Digital Rights): Khả năng hiểu và bảo vệ quyền con người và quyền hợp pháp khi sử dụng công nghệ.
3. Trình độ kỹ thuật số (Digital Literacy): Khả năng tìm, đọc, đánh giá, tổng hợp, tạo, điều chỉnh và chia sẻ thông tin, phương tiện và công nghệ.
4. Sử dụng kỹ thuật số (Digital Use): Khả năng sử dụng công nghệ một cách cân bằng, lành mạnh và theo luật dân sự.
5. Giao tiếp kỹ thuật số (Digital Communication): Khả năng giao tiếp và cộng tác với người khác bằng công nghệ.
6. An toàn kỹ thuật số (Digital Safety): Khả năng hiểu, giảm thiểu và quản lý các rủi ro trên không gian mạng khác nhau thông qua việc sử dụng công nghệ an toàn, có trách nhiệm và có đạo đức.
7. Trí thông minh cảm xúc kỹ thuật số (Digital Emotional Intelligence): Khả năng nhận biết, điều hướng và thể hiện cảm xúc trong các tương tác kỹ thuật số trong cuộc sống cá nhân và ngoài xã hội của một người.
8. Bảo mật kỹ thuật số (Digital Security): Khả năng phát hiện, tránh và quản lý các mức độ khác nhau của các mối đe dọa mạng để bảo vệ dữ liệu, thiết bị, mạng và hệ thống.

Tôn trọng được cho là một nguyên tắc đạo đức cơ bản của Tuyên ngôn Quốc tế Nhân quyền (UDHR), các nguyên tắc chỉ đạo của cuộc sống kỹ thuật số của một cá nhân trong tám lĩnh vực DQ là tôn trọng: chính mình, thời gian và môi trường, cuộc sống, tài sản, những người khác, danh tiếng và các mối quan hệ, kiến thức và quyền.
Trong tám lĩnh vực này, có ba mức trưởng thành:
1. Digital Citizenship – Công dân số: Khả năng sử dụng công nghệ kỹ thuật số và phương tiện truyền thông theo cách an toàn, có trách nhiệm và đạo đức.[18]
2. Digital Creativity – Sáng tạo Kỹ thuật số: Khả năng trở thành một phần của hệ sinh thái kỹ thuật số, tạo ra kiến thức, công nghệ và nội dung mới để biến ý tưởng thành hiện thực.[18]
3. Digital Competitiveness – Năng lực cạnh tranh trên nền tảng kỹ thuật số: Khả năng giải quyết các thách thức toàn cầu, đổi mới sáng tạo và tạo ra các cơ hội mới trong nền kinh tế kỹ thuật số bằng cách thúc đẩy tăng trưởng và tác động liên quan tới tinh thần kinh doanh cũng như việc làm. Như vậy, có 24 năng lực kỹ thuật số bao gồm kiến thức, kỹ năng, thái độ và các giá trị khác nhau.[18]

Ngoài ra, DQ còn gợi ý thêm rằng có tám năng lực công dân kỹ thuật số quan trọng đối với trẻ em. Đó là Nhận dạng công dân kỹ thuật số, Quản lý thời gian màn hình, Quản lý dấu chân kỹ thuật số, Quản lý bắt nạt trên mạng, Thấu cảm kỹ thuật số, Quản lý quyền riêng tư, Tư duy bình phẩm, Quản lý an ninh mạng.
Có ý kiến cho rằng những người học trẻ cần được trang bị những năng lực này, bắt nguồn từ các giá trị đạo đức phổ quát, để trở thành những công dân kỹ thuật số tốt và "giúp họ đưa ra lựa chọn sáng suốt và điều hướng thế giới kỹ thuật số một cách an toàn". Hiệu quả của khung công dân kỹ thuật số DQ đã được nghiên cứu và phát triển thông qua sự phát triển của DQworld.net, một nền tảng truyền thông kỹ thuật số nhằm dạy và đánh giá trẻ em về quyền công dân kỹ thuật số, tính cách đạo đức, tư duy phê phán và đã được trao hai giải thưởng của UNESCO.
Khung tiêu chuẩn đánh giá DQ được phát triển bởi Viện DQ và đã được OECD Education 2030 và Hiệp hội Tiêu chuẩn IEEE đồng ý là một chuẩn mực cho sự liên kết toàn cầu vào tháng 9 năm 2018. Khung tiêu chuẩn đánh giá DQ này được cho là bao gồm kiến thức, kỹ năng, thái độ và giá trị cần thiết cho các cá nhân để phát triển thành công trong thế giới kỹ thuật số này và tự tin đáp ứng những thách thức, nhu cầu của kỷ nguyên số, và là tổng hợp từ 25 khung công tác hàng đầu toàn cầu. Nó cũng được xây dựng trên Khung học tập Giáo dục 2030 của OECD để tạo ra một hướng dẫn cho các quốc gia phát triển giáo dục và chính sách quốc gia về trí tuệ kỹ thuật số và có thể thích ứng khi thế giới công nghệ phát triển.
Ngoài ra, hiện tại không có mô hình cấu trúc nào khác của DQ dựa trên định nghĩa về DQ là khả năng của con người. Cho đến nay, chỉ có bài kiểm tra trình độ công dân, được gọi là DQWorld.net, đã được phát triển.
Mặc dù DQ có thể bị chỉ trích, nhưng về mặt nó không có bất kỳ sự thông minh nào, khung tiêu chuẩn đánh giá DQ "phản ánh rất rõ các lĩnh vực được tuyên bố là đáng tin cậy để tìm thấy sự phản ánh của chúng trong chương trình giảng dạy ở trường", bao gồm các lĩnh vực thiết yếu cho cuộc sống hiện tại và tương lai.

## Chu trình xử lý trí thông minh kỹ thuật số
Chu trình xử lý trí thông minh kỹ thuật số mô tả quá trình dữ liệu có liên quan được xử lý và chuyển đổi thành trí thông minh có thể sử dụng và được phân phối cho những người có nhu cầu biết. Nó thường bao gồm các bước sau:
1. Định hướng và lập kế hoạch[25] - doanh nghiệp có thể thu thập những gì, doanh nghiệp sẽ tìm nguồn đó ở đâu, như thế nào và khi nào
2. Thu thập dữ liệu kỹ thuật số[25] - hành động tìm nguồn cung ứng dữ liệu, có thể là một quá trình đang diễn ra.
3. Tổng hợp dữ liệu[25] - tổ chức dữ liệu xung quanh các yếu tố dữ liệu chính được chọn, ví dụ bằng cách tổng hợp hoặc tóm tắt tất cả hoạt động liên quan đến một tài khoản cụ thể để hiển thị tổng số sự kiện, tổng chi tiêu mỗi tháng,...
4. Đánh giá hoặc cho điểm[25] - việc gán một số dạng điểm tin cậy cho các sự kiện hoặc kết quả tổng hợp trong đó cần có chỉ dẫn về rủi ro hoặc một số tiêu chí thỏa thuận khác.
5. Phân tích dữ liệu[25] - ví dụ, chuyển đổi dữ liệu đã xử lý sang trí thông minh kỹ thuật số, bằng cách liên kết các yếu tố dữ liệu được ghi lại với nhau để tạo thành biểu đồ tiết lộ nguồn có khả năng lừa đảo hoặc tấn công hoặc sử dụng vị trí địa lý để đặt nguồn tin nhắn Bản đồ. Có rất nhiều khả năng ở đây và khía cạnh phân tích của trí thông minh kỹ thuật số là một lĩnh vực tăng trưởng quan trọng.
6. Truyền tin[25] - chia sẻ sản phẩm thông minh kỹ thuật số với những người có nhu cầu biết và những người cũng được ủy quyền để biết theo một hình thức mà họ có thể dễ dàng hiểu được.

## Tối ưu hóa trải nghiệm khách hàng với trí thông minh kỹ thuật số
Cơ hội để thu hút khách hàng trong môi trường kỹ thuật số chưa bao giờ lớn hơn lúc này, nhưng mối đe dọa của việc không đáp ứng mong đợi của họ và thua các đối thủ cạnh tranh cũng vậy. Trí thông minh kỹ thuật số là một cách tiếp cận hiện đại để phân tích mà các chuyên gia phân tích khách hàng có thể sử dụng để kết hợp những hiểu biết từ các kênh hiện tại và các kênh mới xuất hiện để cho phép ra các quyết định kịp thời thu hút tâm trí khách hàng.

### Sự phát triển của trí thông minh kỹ thuật số
1993-1999: Phân tích nhật ký máy chủ của trang web
- World Wide Web và trình duyệt web xuất hiện.[27]
- Các công ty hiểu được khối lượng hoạt động trên các trang web.
- Phân tích trang web được tiến hành thông qua việc sử dụng dữ liệu được thu thập từ nhật ký máy chủ trên trang web.
- Phần mềm phân tích website thương mại đầu tiên được tạo ra đó là Webtrends.[28]

2000-2006: Phân tích trang web
- Sự chấp nhận chính thống đối với các kênh tương tác như tìm kiếm, email và trang web.
- Các công ty biết tổng hợp hoạt động truy cập trang web của khách hàng, cách sử dụng content và nguồn lưu lượng truy cập.
- JavaScript được chấp nhận như là một lựa chọn để làm cơ chế thu thập dữ liệu phân tích trang web.
- Thế hệ thứ hai của các ứng dụng phân tích web thắt chặt thị trường; Google ra mắt một ứng dụng phân tích trang web miễn phí - Google Analytics.

2007-2010: Phân tích kỹ thuật số
- Sự chấp nhận chính thống đối với các kênh truyền thông xã hội.
- Các công ty hiểu được các tương tác trên các kênh tương tác và theo dõi sự thành công của các chiến dịch marketing tương tác.
- Thu thập dữ liệu mở rộng để kết hợp với các kênh xã hội và tương tác; các nhà cung cấp mở rộng khả năng lưu trữ dữ liệu riêng và tích hợp đối tác.
- Các nhà cung cấp công nghệ cho doanh nghiệp tham gia và củng cố thị trường ứng dụng phân tích trang web; Các nhà cung cấp ứng dụng tối ưu hóa trang web tăng lên nhanh chóng.

2011 đến nay: Tối ưu hóa kỹ thuật số
- Áp dụng chính thống các kênh mobile.
- Các công ty bắt đầu củng cố quan điểm của khách hàng trên nhiều kênh kỹ thuật số và ngoại tuyến, có thể đưa ra hành động trực tiếp, kịp thời về những Insight.
- Thu thập và phân tích dữ liệu mở rộng để kết hợp với di động, xã hội, ứng dụng, truyền thông đại chúng và Internet Vạn Vật (IoT). Quản lý thẻ và cung cấp dữ liệu trở thành tiêu chuẩn.
- Các nhà cung cấp chuyên gia tham gia thị trường để giải quyết các phương tiện truyền thông mới nổi, quản lý dữ liệu khách hàng và phân tích IoT.

Hai giai đoạn 2000-2006 và 2007-2010 được coi là thời kì hoàng kim của phân tích trang web.

### Trí thông minh kỹ thuật số mang đến trải nghiệm thu hút tâm trí khách hàng
Với một danh mục ngày càng tăng của các điểm tiếp xúc đan xen trên bản đồ hành trình khách hàng, các phân tích kỹ thuật số cũng cần được phát triển theo. Để thu hẹp khoảng cách giữa các phân tích trang web truyền thống và phân tích toàn diện của các tương tác của khách hàng kỹ thuật số, các chuyên gia phân tích khách hàng phải cập nhật cách tiếp cận của họ. Công ty nghiên cứu Forrester Research gọi đây là 'trí thông minh kỹ thuật số', được định nghĩa là:
"Việc nắm bắt, quản lý, phân tích dữ liệu khách hàng và những insight để cung cấp cái nhìn toàn diện về tương tác kỹ thuật số của khách hàng nhằm mục đích liên tục tối ưu hóa quyết định kinh doanh và trải nghiệm khách hàng trong suốt vòng đời của khách hàng."
Biến trí thông minh kỹ thuật số thành lợi thế cạnh tranh
Để phát triển cách tiếp cận phân tích kỹ thuật số bao gồm đầy đủ dữ liệu, kỹ thuật phân tích và cung cấp thông tin chuyên sâu để hỗ trợ các hành động ra quyết định và tối ưu hóa, các chuyên gia phân tích khách hàng phải đánh giá lại các mong đợi và yêu cầu của họ. Trí thông minh kỹ thuật số là một bước tiến hóa vượt ra ngoài các phân tích kỹ thuật số truyền thống - làm cho nó trở thành một lợi thế cạnh tranh nếu được thực hiện tốt. Nó bao gồm một loạt các khả năng thực hiện:
- Lấy khách hàng làm trung tâm: Khi khách hàng hiện tại và khách hàng tiềm năng di chuyển liên tục trên các kênh và thiết bị theo ý muốn, trí thông minh kỹ thuật số hỗ trợ phân tích các tương tác của khách hàng xuyên suốt trên tất cả các kênh, thay vì từng kênh rời rạc. Ngoài khả năng hiển thị trên tất cả các kênh, phân tích còn có độ chi tiết cao để xác định, theo dõi và tương tác với từng khách truy cập.[5]
- Doanh nghiệp và dữ liệu bất khả tri: Để tiến hành phân tích kỹ thuật số đa kênh, trí thông minh kỹ thuật số kết hợp khả năng quản lý dữ liệu khách hàng trên một loạt các loại dữ liệu. Điều này tổng hợp dữ liệu tương tác và dữ liệu hành vi trên tất cả các kênh kỹ thuật số và ngoại tuyến với dữ liệu khách hàng và dữ liệu kinh doanh như thông tin tài chính và sản phẩm. Để có hiệu quả, giao diện người dùng phân tích vai trò có liên quan phải cung cấp chức năng tự phục vụ phù hợp với từng cá nhân.[5]
- Tối ưu hóa hành động: Trí thông minh kỹ thuật số nhấn mạnh việc áp dụng trực tiếp các phân tích để tạo ra những insight giúp các cổ đông doanh nghiệp đưa ra quyết định và thực hiện các hành động để cải thiện trải nghiệm khách hàng. Chức năng gốc hỗ trợ những insight thúc đẩy tối ưu hóa và cá nhân hóa, như khai thác dữ liệu, kiểm tra và tìm hiểu và nhắm mục tiêu, để kết nối dữ liệu và phân tích với việc phân phối nội dung và xúc tiến. Nó cũng cung cấp khả năng xuất dữ liệu phân tích và những insight trực tiếp đến các hệ thống thực hiện tiếp thị và tối ưu hóa của các bên thứ ba.[5]
- Kịp thời: Tốc độ cực nhanh của các tương tác và chiến dịch kỹ thuật số giúp các nhà tiếp thị đưa ra sự phân tích tốc độ cao và kịp thời. Chờ đợi nhiều ngày hoặc nhiều tuần để báo cáo và phân tích làm phát sinh chi phí cơ hội không thể chấp nhận được do không liên tục tối ưu hóa trải nghiệm khách hàng. Trí thông minh kỹ thuật số cung cấp phân tích theo thời gian thực hoặc theo yêu cầu, với tốc độ gần như theo kịp với lịch trình ra quyết định của người dùng.[5]
- Quản lý chặt chẽ: Khả năng quản lý khối lượng lớn các nguồn dữ liệu số đa dạng là một yêu cầu cơ bản cho trí thông minh kỹ thuật số. Trí thông minh kỹ thuật số cung cấp quyền truy cập vào bộ công cụ quản lý - bao gồm quản lý thẻ, cung cấp dữ liệu, quản trị chức năng và người dùng tập trung, lưu trữ dữ liệu và xử lý dữ liệu - để tạo điều kiện thuận lợi cho dữ liệu chất lượng cao để phân tích.[5]

### Trí thông minh kỹ thuật số được đánh giá dựa trên bốn trụ cột chiến lược
Trí thông minh kỹ thuật số cung cấp một chiến lược cho các phân tích toàn diện dựa trên cách tiếp cận gắn kết với các công nghệ, một nhóm các bên liên quan và người dùng, và nhiều kết quả bao gồm các báo cáo, tích hợp dữ liệu và tập trung vào tối ưu hóa và hành động trực tiếp. Để hiểu các yêu cầu, thiếu sót và lợi ích của trí thông minh kỹ thuật số, cần phải xem lại các trụ cột chiến lược này:
- Cách tiếp cận kỹ thuật: Doanh nghiệp phải sử dụng kết hợp các công nghệ để thu thập, xử lý, lưu trữ, phân tích và phân phối thông tin chi tiết kỹ thuật số.[29]
- Chức năng sở hữu: Trí thông minh kỹ thuật số phải được liên kết sâu với doanh nghiệp chứ không phải là một chức năng biệt lập, đặt ra những câu hỏi quan trọng về quyền sở hữu chức năng. Mặc dù các bên liên quan kinh doanh, chẳng hạn như chuyên gia về tiếp thị tương tác và thương mại điện tử, là người tiêu dùng và người thụ hưởng chính của trí thông minh kỹ thuật số, thực tế vẫn mang tính kỹ thuật cao và phụ thuộc vào bộ kỹ năng phân tích nâng cao.[30]
- Số liệu và Chỉ số đo lường hiệu quả công việc (KPIs): Bằng cách cung cấp nhiều dữ liệu thô và liên kết qua các điểm dữ liệu, trí thông minh kỹ thuật số mang đến cơ hội xem xét lại các nguồn dữ liệu, tính toán và phụ thuộc lẫn nhau của các số liệu và KPIs. Ví dụ: số liệu thống kê về chỉ số cơ bản như Tỷ lệ thoát website, được xem xét lại trong bối cảnh thông minh kỹ thuật số để xác định lại thành một số liệu phổ biến để theo dõi các lượt truy cập tương tác thấp trên phương tiện truyền thông mạng xã hội, trang web và ứng dụng. Các nhà tiếp thị sau đó có thể sử dụng nó để kích hoạt nhắn tin cấp độ cá nhân để thúc đẩy các hành động tiếp thị.
- Tối ưu hóa liên tục: Tiến hành thử nghiệm trực tuyến là cách duy nhất để vượt qua sự đa dạng và khối lượng tương tác của khách hàng kỹ thuật số để xác định nội dung, khuyến mãi và tương tác nào sẽ tối ưu hóa trải nghiệm của khách hàng và do đó tối ưu hóa kết quả kinh doanh.[31] Doanh nghiệp phải nuôi dưỡng văn hóa tối ưu hóa liên tục và đảm bảo rằng trí thông minh kỹ thuật số được tiến hành thử nghiệm và nhắm mục tiêu làm phương pháp chính để phân tích thành hành động và được kết hợp trong tất cả các hoạt động tiếp thị.

## Một vài ngành nổi bật sử dụng trí thông minh kỹ thuật số
Mặc dù trí thông minh kỹ thuật số là chìa khóa để chuyển đổi thành công trong mọi ngành kinh doanh, có một số ngành đã vươn lên dẫn đầu về việc áp dụng công nghệ thông minh, ngay cả khi đối mặt với sự thay đổi lớn của ngành. Sau đây là một vài ví dụ về công nghệ giúp giải quyết những thách thức độc đáo mà các ngành công nghiệp nhất định phải đối mặt.

### Các dịch vụ tài chính
Báo cáo cho thấy 58% người Mỹ sử dụng thiết bị di động để truy cập vào tài khoản ngân hàng của họ ít nhất một lần mỗi tháng và một phần ba trong số đó đang đăng nhập ba lần một tháng. Nhìn thấy sự chuyển dịch sang thiết bị di động trên thị trường, các giải pháp về công nghệ tài chính như ứng dụng tài chính và trả tiền trên thiết bị di động đã mang đến cho người dùng một thị trường rộng lớn hơn nhiều để đầu tư, quản lý và vay tiền mà không cần đến ngân hàng vật lý hay các bên trung gian. Bây giờ, người dùng có thể nhận được một khoản vay mua nhà ngay từ điện thoại thông minh. Điều này đã buộc nhiều ngân hàng phải tăng cường trí thông minh kỹ thuật số, thực hiện nghiên cứu thị trường về những gì khách hàng thực sự muốn và làm thế nào để cung cấp nó một cách nhanh chóng và an toàn. Những doanh nghiệp lớn như Wells Fargo và Bank of America đã tham gia vào lĩnh vực "ATM không thẻ", cho phép khách hàng rút tiền bằng điện thoại thông minh của họ. Khi công nghệ blockchain tiếp tục phát triển, ngành này cũng có thể sẽ phải đối mặt với nhiều áp lực hơn để cung cấp nhiều dịch vụ hơn thông qua thiết bị di động.

### Viễn thông
Trên thực tế, có vẻ như ngành viễn thông đã thay đổi trong 20 năm qua, phát triển thành điện thoại di động, điện thoại thông minh và bây giờ là IoT. Các công ty mạnh nhất là những bên đã học cách thích nghi, thay vì đấu tranh với sự thay đổi. Chẳng hạn, AT&T không chỉ mới bắt đầu cung cấp dịch vụ di động, mà còn đổi mới trải nghiệm di động dựa trên những gì khách hàng yêu cầu. Giờ đây, ngoài internet và các dịch vụ theo yêu cầu, người dùng AT&T có thể bảo vệ ngôi nhà của họ ngay từ điện thoại của họ thông qua ứng dụng AT&T Digital Life. Mặc dù nó hoạt động như Nest, nhưng nó hoạt động tốt hơn: Nó cho phép người dùng sử dụng thêm dịch vụ mà không phải đăng ký từ nguồn bên ngoài. Nếu có một điều người dùng thích trong chuyển đổi số, thì đó là sự đơn giản hóa. Về phía phân tích, Na Uy Zen Telenor bắt đầu xem xét kỹ hơn hành vi khách hàng của mình, tạo ra 70 mô hình để giúp đáp ứng các nhu cầu cá nhân và tăng doanh số bán hàng. Sáng kiến này đã cho phép các nhóm dịch vụ khách hàng thấy doanh số tăng đáng kể mà không tăng thời gian gọi trực tiếp.

### Bán lẻ
Ngành bán lẻ toàn cầu được dự đoán sẽ tăng lên 28 nghìn tỷ đô la vào năm 2019. Và bên hưởng lợi từ trí thông minh kỹ thuật số chính là các doanh nghiệp bán lẻ. Trong thế giới ngày nay, bán lẻ là tất cả về cá nhân hóa. Sử dụng cả big data và tự động hóa, Al đang giúp các nhà bán lẻ hiểu được sở thích của khách hàng và dự đoán tốt hơn về nhu cầu của họ. Harry & David đã sử dụng Al để ngừng marketing sản phẩm và bắt đầu marketing tới khách hàng. Sau sự sụp đổ kinh tế năm 2008, nhà bán lẻ này đã thực hiện rất nhiều công việc để giành lại khách hàng và tăng lợi nhuận. Kể từ khi sử dụng phân tích để hướng mục tiêu tới khách hàng chuẩn xác, lợi nhuận của doanh nghiệp này đã tăng thêm 20% và tỷ lệ giữ chân khách hàng tăng lên 14%. Thật vậy, phân tích có thể tự động đề xuất các sản phẩm mà khách hàng có thể muốn thử, gửi phiếu giảm giá cho những thứ họ đã mua và thậm chí thiết kế lại toàn bộ trang web ngay lập tức dựa trên hồ sơ truyền thông xã hội của người dùng. Các chương trình khách hàng thân thiết sử dụng Al cho các cảm biến thời gian thực và lịch sử mua để tặng thưởng cho khách hàng ngay khi họ mua hàng. Đèn hiệu thông minh đưa mục tiêu marketing lên một cấp độ hoàn toàn mới, nhắn tin phiếu giảm giá hoặc mã giảm giá khi khách hàng đi qua một cửa hàng nhất định. Chúng cho phép thu thập dữ liệu ngay lập tức để xác định tính hiệu quả của một chiến dịch marketing.

### Giải trí
Ngành giải trí đang làm chủ trải nghiệm người dùng về bán hàng đa kênh (omnichannel). Sự gia tăng của điện thoại di động và sự sụp đổ của cáp cùng với âm nhạc đã tạo ra nhiều thách thức. Nhưng việc mở rộng những thứ như nội dung web và phương tiện truyền thông mạng xã hội cũng mang đến vô số cơ hội mới để tiếp xúc với khách hàng và người xem ở mọi điểm tiếp xúc của bản đồ hành trình khách hàng, đôi khi tất cả cùng một lúc. Phân phối nội dung không còn là hành trình dài. Người xem hiếm khi có thể xem hết toàn bộ chương trình truyền hình hoặc bộ phim mà không kiểm tra các phương tiện truyền thông mạng xã hội hoặc chia sẻ trải nghiệm. Do đó, marketing đã chuyển từ việc xuất hiện một lần thành sự liên kết giữa tất cả các kênh. Các công ty truyền thông đã sử dụng trí thông minh kỹ thuật số để xác định cách tận dụng tốt nhất điều này bằng cách nhắc nhở người xem tham gia chia sẻ nội dung của thương hiệu và đạt được phạm vi tiếp cận lớn hơn. Đội ngũ marketing và người sáng tạo nội dung không còn chỉ nghĩ về những gì tạo nên một cảnh phim tuyệt vời. Họ nghĩ về những gì sẽ xuất hiện tốt nhất trên Facebook, dưới dạng GIF hoặc cách họ có thể bán một sản phẩm trong quy trình.